# سمن حيواني

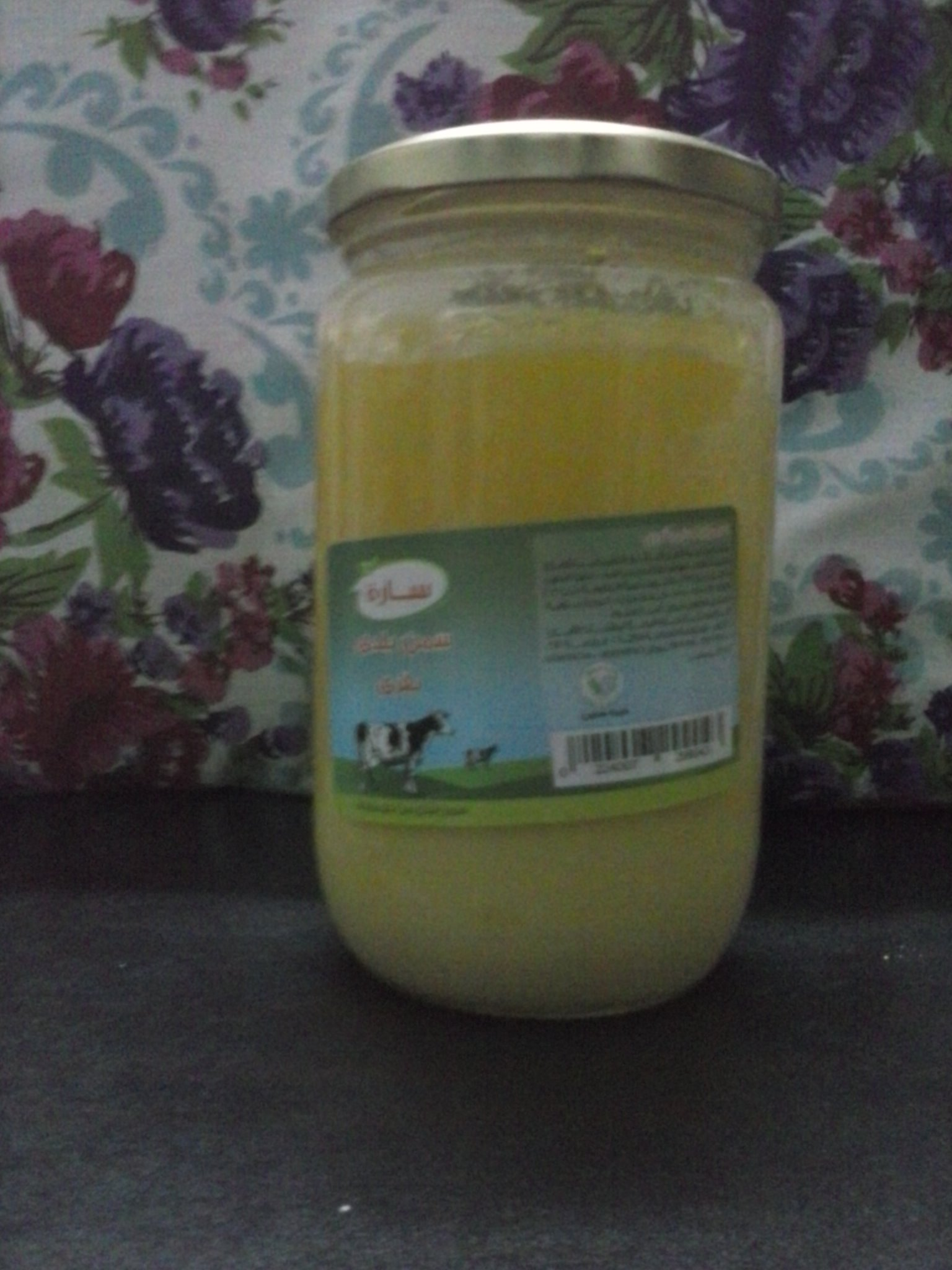
سمن بلدي - بقري - في معرض مصري

السَّمْنُ الحَيَوانيّ أو الدُّهْن الحُرُّ (السَّمْن البَلَديُّ أو سَمْن البدو أو السَّمْن العَرَبيُّ) هو دُهن مستخرج من لبن الغنم أو البقر بطريقة معينة، ويستخدم في المطبخ في إعداد الأطعمة، ويعد السَّمْن الصناعي أو النباتي أو المهدرج بديلاً رخيصاً له.

## طريقة التحضير
يحضر السمن الحيواني من اللبن وذلك بتخفيفه بالماء وخفقه (خضخضته) خفقا مستمرا إلى أن تبدأ جزيئات السمن بالتكتل والطفو في اللبن المخفف بالماء عندئذٍ تجمع هذه الجزيئات التي تكون الزبدة التي بإذابتها يتكون السمن، وتستمر عملية الخفق إلى أن تنفد الجزيئات من الخليط، بعد ذلك تُذاب الزبدة على النار مكونة السمن.

## القيمة الغذائية
| القيمة الغذائية لكل 15 غرام                                                                | القيمة الغذائية لكل 15 غرام |
| ------------------------------------------------------------------------------------------ | --------------------------- |
| حجم الحصة                                                                                  | 1 ملعقة طعام                |
| الطاقة                                                                                     |                             |
| الطاقة الغذائية                                                                            | 469 كيلوجول (112 ك.سعرة)    |
| البروتين                                                                                   |                             |
| بروتين كلي                                                                                 | 0.04 g                      |
| الدهون                                                                                     |                             |
| دهون                                                                                       | 12.73 g                     |
| دهون مشبعة                                                                                 | 7.926 g                     |
| دهون أحادية غير مشبعة                                                                      | 3.678 g                     |
| دهون ثنائية غير مشبعة                                                                      | 0.473 g                     |
| الفيتامينات                                                                                |                             |
| معادن وأملاح                                                                               |                             |
| بوتاسيوم                                                                                   | 1 مليغرام (0%)              |
| معلومات أخرى                                                                               |                             |
| النسب المئوية هي نسب مقدرة بالتقريب باستخدام التوصيات الأمريكية لنظام الغذاء للفرد البالغ. |                             |